# モリタエコノス
株式会社モリタエコノス（MORITA ECONOS CORPORATION）は、バキュームカー、ごみ収集車、福祉車両などの特装車の製造・販売・修理を手掛けている日本の企業。モリタホールディングスの100%子会社。

## 概要
1948年にモリタが製造する消防車の整備を目的に、森田ポンプサービス工場として設立。モリタエコノス(初代)は2001年にモリタへ吸収合併されたが、2003年10月にモリタのエコノス事業部を分社化する形で2代目法人が設立された。
バキュームカーの製造は1953年に、「パックマスター」のブランドで展開しているごみ収集車の製造は1956年に開始。バキュームカーに関しては国内トップシェアを誇る。他にも汚泥吸引車、給水車、福祉車両などの製造も手掛けている。

## 沿革
- 1948年3月 - 森田ポンプサービス工場として設立。
- 1953年 - バキュームカーの製造を開始。
- 1956年 - 商号を森田ポンプ特殊工業に変更。ごみ収集車の製造を開始。
- 1960年 - 汚泥吸引車の製造を開始。
- 1965年 - 本社を大阪府八尾市へ移転。
- 1966年 - 商号を森田特殊機工へ変更。高圧洗浄車の製造を開始。
- 1968年 - 貯水槽清掃車の製造を開始。
- 1997年 - 商号をモリタエコノス（初代）へ変更。
- 2000年 - 訪問入浴車の製造を開始。
- 2001年 - モリタへ吸収合併され、モリタエコノス（初代）は解散。
- 2003年10月 - モリタのエコノス事業部を分社化する形で、モリタエコノス（2代）を設立。
- 2017年 - 本社を兵庫県三田市へ移転。

## 主な製品
- バキュームカー - 国内トップシェアを誇る。モリタエコノス本社には、ダイハツ・ミゼットに架装されたバキュームカーがレストアの上展示されている[2]。
- ごみ収集車 - 回転板式の「パックマスター」と圧縮板式の「プレスマスター」の2種類を製造・販売している[5]。
- 高圧洗浄車「ハイブレクリーナー」
- 強力吸引車「パワフルマスター」[3]
- 汚泥吸引車「バキュームダンパー」[3]
- 貯水槽清掃車「ショットフラッシャー」
- 散水車
- 飲料給水車
- 訪問入浴車「湯の香」 - 以前はマツダ・ボンゴベースであったが、自社生産終了に伴い日産・NV200バネットベースへ変更[4]。